# اوهانافان (آراغاتسوتن)
مدينة اوهانافان (بالإنجليزية: Ohanavan)‏ هي إحدى المدن التابعة لمقاطعة آراغاتسوتن في أرمينيا. يقدر عدد سكانها بـ 2483 نسمة حسب الإحصاء الذي جرى عام 2011.